# Cmentarz wojenny nr 299 – Lipnica Murowana

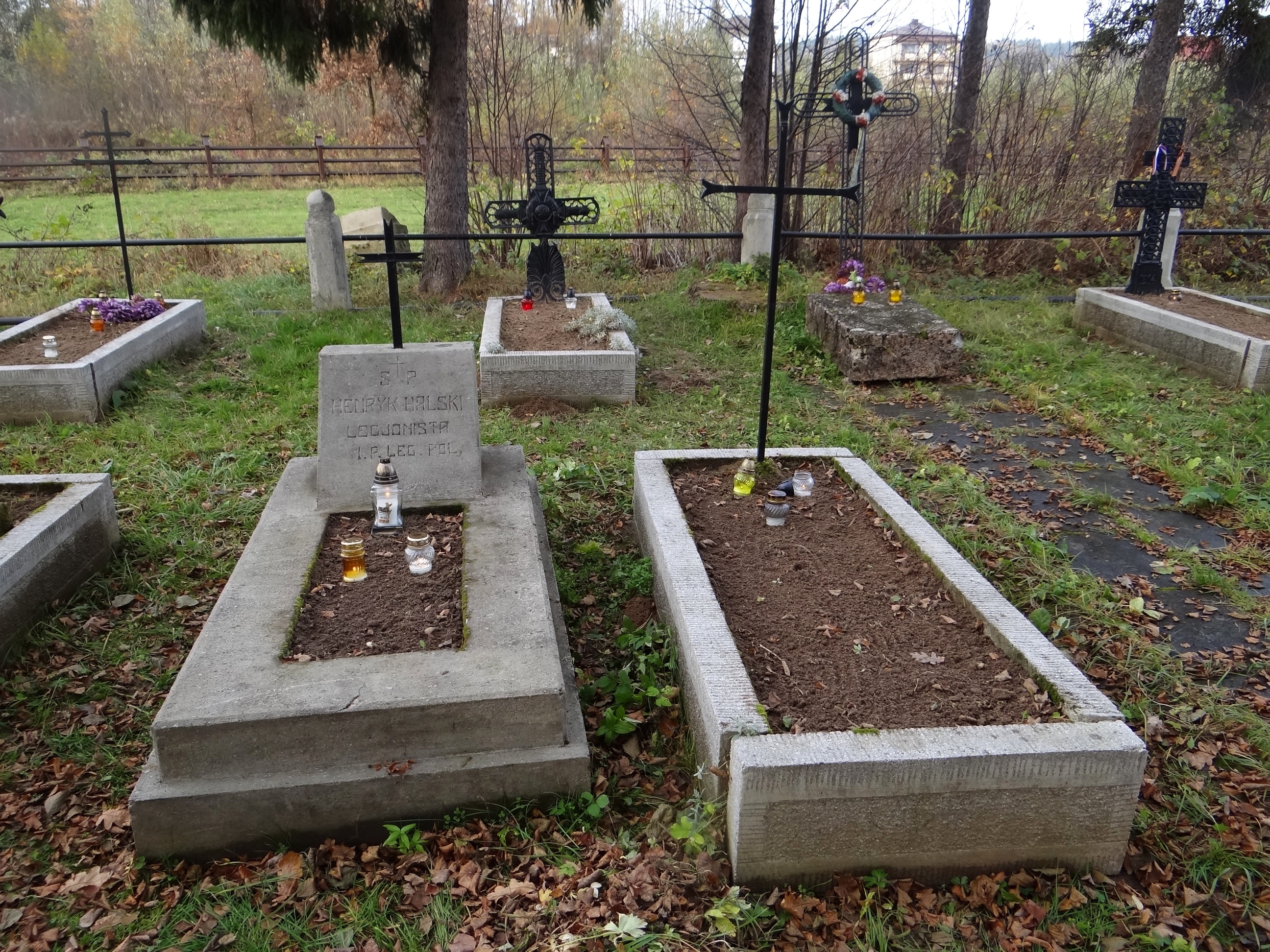
Nagrobki z krzyżami

Cmentarz wojenny nr 299 – Lipnica Murowana – cmentarz z I wojny światowej znajdujący się w miejscowości Lipnica Dolna w województwie małopolskim, w powiecie bocheńskim, w gminie Lipnica Murowana. Jest jednym z 400 zachodniogalicyjskich cmentarzy wojennych zbudowanych przez Oddział Grobów Wojennych C. i K. Komendantury Wojskowej w Krakowie. Z tej liczby w okręgu bocheńskim cmentarzy jest 46

## Położenie
Znajduje się w Lipnicy Dolnej, pomiędzy kościołem św. Leonarda a rzeką Uszwicą. Jest to kwatera na starym cmentarzu parafialnym. Dojść można tutaj od szosy Lipnica Murowana – Tymowa, lub ścieżką spacerową z rynku w Lipnicy Murowanej (ok. 200 m).

## Historia
Pochowano tutaj żołnierzy armii rosyjskiej i austro-węgierskiej, a także 2 żołnierzy Legionów Polskich, którzy zginęli na okolicznych polach na początku grudnia 1914. Rosjanie zajęli Lipnicę murowaną, Rajbrot i okoliczne tereny już 11 listopada 1914. Ówcześni komentatorzy piszą: „"Zjawiają się Moskale, którzy jak mrowie zajmują na kwatery wszystkie niemal domy". Szykowali się do zdobycia fortyfikacji Krakowa. Austriacy zaatakowali ich od południa na linii Limanowa – Łapanów w ramach dużej operacji wojennej zwanej Bitwą pod Limanową. Po kilkudniowych niezwykle zaciętych walkach wyparli wojska rosyjskie z tych terenów. 13 grudnia Rosjanie rozpoczęli odwrót dalej na wschód.
Na cmentarzu tym pochowano łącznie 63 żołnierzy, zidentyfikowano 9.

## Opis cmentarza
Cmentarz wykonano na planie prostokąta. Ogrodzony jest murem składającym się z betonowych słupków, pomiędzy którymi znajdują się grube żelazne rury. W furtce znajduje się nisko zwieszony, gruby łańcuch. W obrębie cmentarza jest 14 zbiorowych mogił z betonowymi nagrobkami i żelaznymi krzyżami. Są 4 rodzaje krzyżów:
- 1 ażurowy, żeliwny typu austriackiego (jednoramienny)
- 1 ażurowy żeliwny typu rosyjskiego (dwuramienny)
- mniejsze jednoramienne wykonane z płaskowników żelaznych
- mniejsze dwuramienne wykonane z płaskowników zelaznych

Oprócz tego jest jeden nagrobek z pojedynczym, ale odmiennym krzyżem i odmiennym betonowym nagrobkiem, oraz jedna kamienna płyta również zwieńczona krzyżem (jednoramiennym). Na płycie tej jest napis: Henryk Halski. 1. P. Leg. Pol.. Jest jeszcze jedna tabliczka z napisem: Józef Salski podoficer 1p. legionów mając 18 lat zginął d. 7 III 1915 w walkach o wolność ojczyzny. Na pozostałych mogiłach brak tabliczek.

## Losy cmentarza
Austriacy projektowali cmentarze wojenne z myślą, że będą one miejscem patriotycznych spotkań. W okresie Polski międzywojennej doceniano rangę cmentarza i był wówczas pielęgnowany przez miejscową społeczność. Po II wojnie ranga cmentarza w świadomości społeczeństwa i ówczesnych władz zmalała. Cmentarz ulegał w naturalny sposób niszczeniu. Dopiero w latach 80. zaczęła narastać świadomość potrzeby ochrony. Ten cmentarz ostał się jednak w dobrym stanie. Obecnie jest odnowiony i pielęgnowany.